# Sous-bois
Pour les articles homonymes, voir Sous-bois (homonymie).

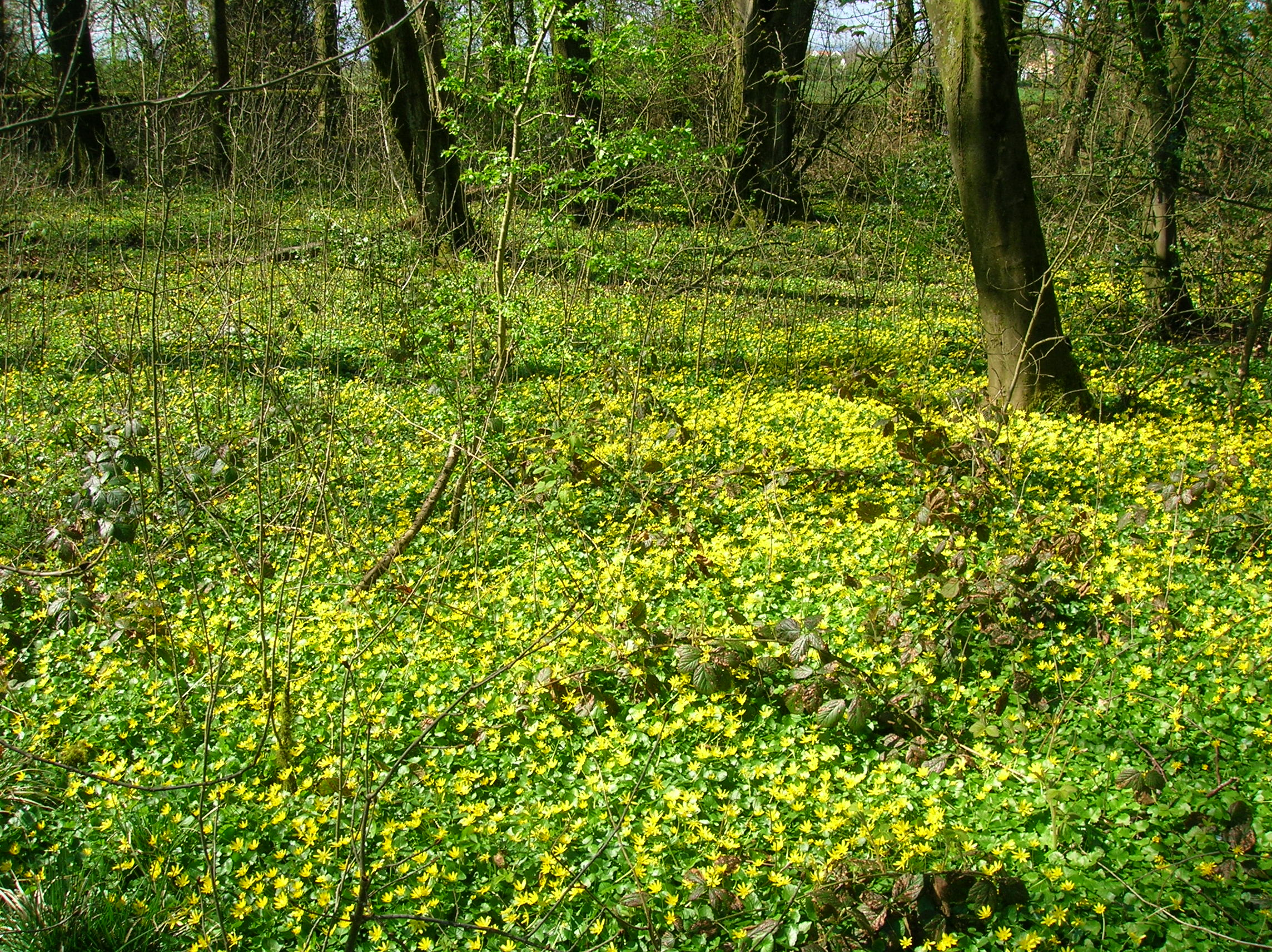
En forêt feuillue ou mixte de zone froide ou tempérée, en fin d'hiver et avant que la feuillaison des arbres ne privent le sol de soleil, plusieurs espèces de plantes développent une floraison brève mais intense. Ici, aspect printanier d'un sous-bois de ficaire (Ranunculus ficaria) en fleurs

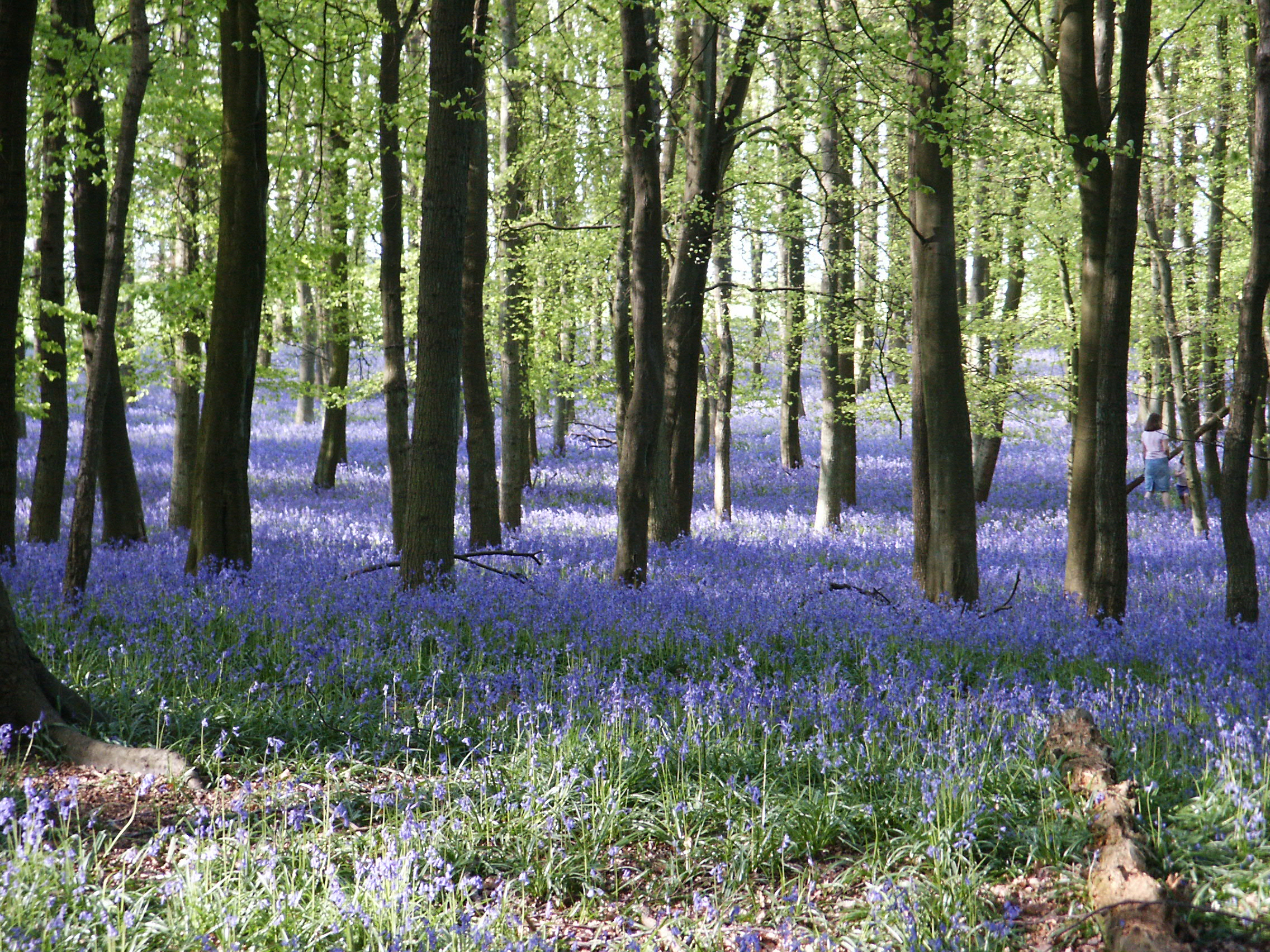
Tapis de jacinthes en sous-bois, autre espèce typique de la biodiversité forestière du sous-bois

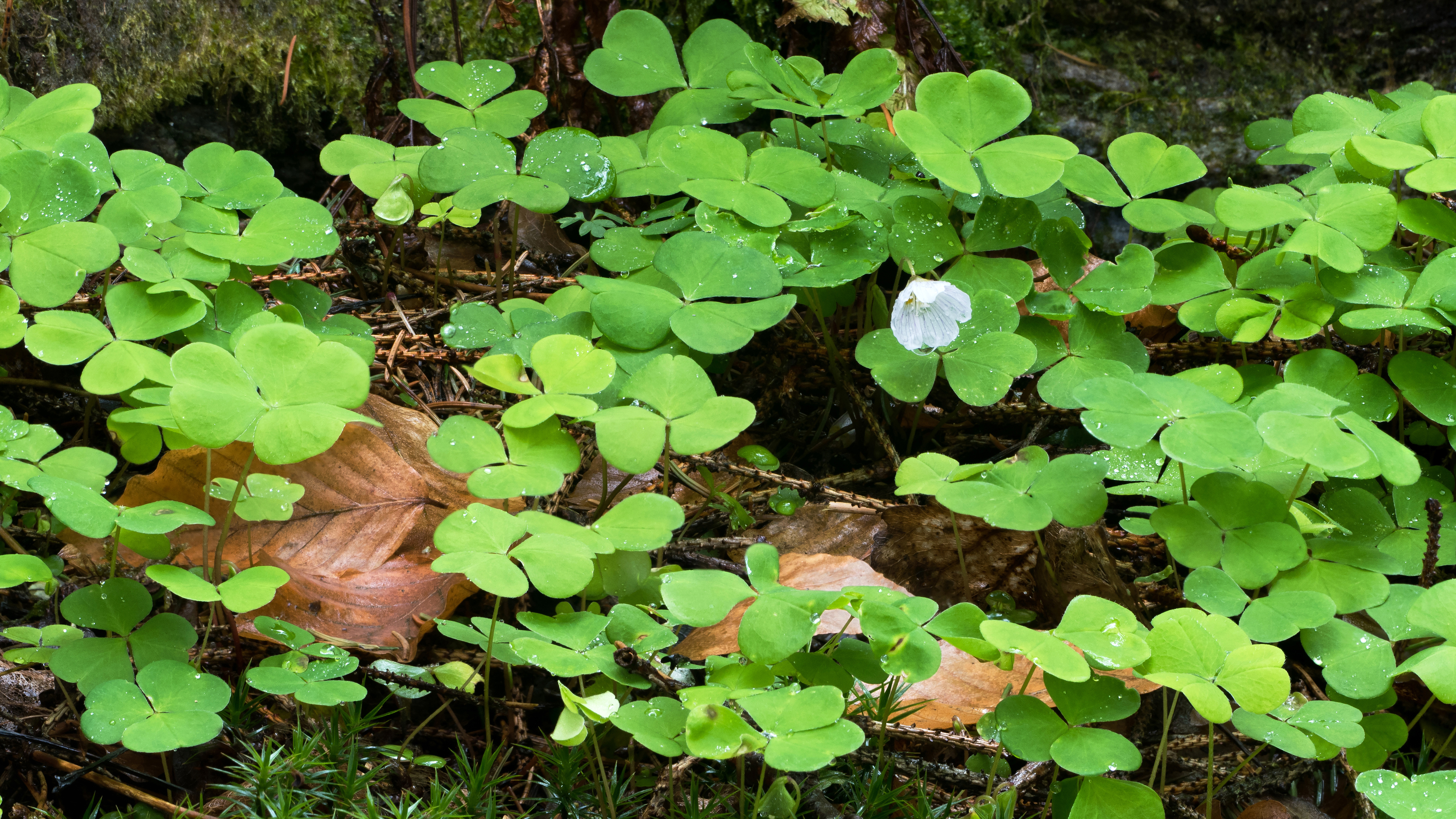
Oseille des bois et Polytrichum commune après la pluie dans un sous-bois de Lysekil, Suède.

Le sous-bois est l'ensemble de la végétation d'une forêt qui croît entre le sol et les branches maîtresses des arbres de la canopée. Les aspects et dynamiques écologiques du sous-bois de forêts cultivées ou exploitées peuvent être fortement modifiés, perturbés et fragmentés, notamment en cas de pâturage en sous-bois, de fragmentation par des routes ou pistes forestières ou d'introduction d'essences non-autochtones. 
En raison d'un microclimat particulier, et selon le type de sol, d'hydromorphie du sol, d'hygrométrie, d'essences, de strates, d'âge et de diversité végétale y compris bois-mort et vieux arbres, les sous-bois abritent ou contiennent des habitats et micro-habitats très spécifiques, associé à une biodiversité tout aussi spécifique.

## Les strates du sous-bois
On y trouve trois strates forestières :
- la strate arbustive (arbustes et jeunes arbres) ;
- la strate muscinale (mousses, certains lichens, champignons…) ;
- la strate herbacée (herbacées, fougères, très jeunes arbres).

## Écologie
Le sous-bois abrite des habitats naturels ou semi-naturels caractérisés par un sol, un éclairement, des zones thermo-hygrométriques et des micro-climats variant selon l'altitude, les latitudes et les types de forêts, mais toujours spécifiques. Ces habitats sont notamment caractérisés par une flore spécifique, très riche, présentant une phytosociologie, une productivité, des modalités et vecteurs de pollinisation, dissémination des graines et propagules, et plus généralement une biologie particulière notamment dans les forêts tropicales. L'éclairement (étudié par la photologie forestière) y est un facteur écologique déterminant,, notamment le phénomène des taches de soleil. Pour décrire un sous-bois sylvocultivé ou évaluer son potentiel de productivité en bois, on utilise souvent la notion de station forestière.

## Microclimat
Le microclimat du sous-bois est beaucoup plus stable que celui qui caractérise la canopée, les lisières ou les clairières. Les UV et infrarouges y sont filtrés par la canopée. Le vent y est moins ressenti (avec donc moins de pouvoir déshydratant. Inversement la pluviométrie y est diminuée en raison de l'interception par les feuilles d'une partie des eaux météoriques (moindrement en hiver sous les arbres à feuilles caduques ou sous certains résineux perdant leurs aiguilles, en zone tempérée où la lumière pénètre le sous-bois en hiver et au printemps, permettant une expression de la strate herbacée plus vigoureuse que sous la forêt tropicale dense où cette strate ne s'exprime que temporairement dans les trouées de lumière entretenues par les chablis ou parfois par le passage de grands herbivores (éléphants, girafes, etc.). Ce microclimat joue un rôle important pour de nombreuses espèces dans le cycle de régénération forestière, notamment en zone tropicale où les pépinières sont ombrées et humidifiées pour se rapprocher de ce microclimat.
C'est aussi là que s'accumulent les feuilles mortes et aiguilles de résineux qui, avec le bois-mort formeront l'humus forestier. 
C'est une niche écologique où vivent de nombreuses espèces végétariennes, omnivores et carnivores, de mammifères notamment, ainsi qu'une faune de coprophages et nécrophages qui en dépendent. 
Le sous-bois peut être provisoirement ou définitivement écologiquement fragmenté par de grandes clairières, des coupes rases, des tranchées déboisées pour le passage de lignes à haute tension, oléoducs ou gazoducs, canaux et enfin surtout par les routes forestières.
Dans les forêts exploitées par l'homme, le sous-bois d'un même type de forêt présentera un aspect visuel et des caractéristiques paysagères et écologiques très différentes selon que la sylviculture ait été orientée vers une gestion en futaie avec coupes rases, en taillis (avec ou sans coupes rases), en taillis sous futaie, avec plantation ou régénération naturelle, avec un plus ou moins grand respect pour le bois-mort et l'humus.
Dans les jardins publics et petits bois, c'est une zone qui, si trop « entretenue » ou accessible aux chats, rats, dérangements peut devenir « piège écologique ».

## Sylvopâturage
De nombreux sous-bois étaient autrefois pâturés, notamment par des ruminants et surtout par les porcs qui y trouvaient des faines, des larves d'insectes, des champignons et des glands, chataîgnes ou d'autres aliments en abondance. 

## Santé environnementale
Plusieurs maladies émergentes semblent associés à des déséquilibres écologiques du sous-bois de plus en plus écologiquement fragmenté et privé de grands prédateurs carnivores, dont dans l'hémisphère nord des zoonoses telles que 
- la maladie de Lyme
- l’échinococcose
- des fièvres hémorragiques